# Jim Ward (piercer)
James Mark Ward, detto Jim (Oklahoma, 28 giugno 1941), è un imprenditore e piercer statunitense.
È il fondatore del primo studio di piercing e azienda di produzione di gioielleria per piercing The Gauntlet nel 1975 e il fondatore della rivista dedicata al piercing PFIQ. Unitamente a Doug Malloy, Fakir Musafar e Mr. Sebastian, con i quali formava il T&P Group (Tattooing and Piercing Group), è considerato uno dei pionieri e fondatori del moderno piercing.

## Biografia
James Mark Ward nasce nel 1941 in Oklahoma e, all'età di undici anni, si trasferisce con la famiglia in Colorado. Nel 1967, a New York, si unisce al New York Motorbike Club, un gruppo gay S&M, e inizia a sperimentare il piercing al capezzolo. In questo periodo studia inoltre come fabbricare gioielleria. Trasferitosi nuovamente a Colorado e unitosi al gruppo gay Rocky Mountaineer Motorcycle Club, continua a sperimentare con il piercing, in particolare con il piercing ai genitali. Nel 1973, trasferitosi a West Hollywood, una località gay di Los Angeles, incontra Doug Malloy. Assieme i due sviluppano le tecniche base e l'equipaggiamento che formeranno gli standard dell'industria del piercing.
Ward è stato un pioniere nel design della gioielleria per piercing, creando molti design oggi di uso comune, tra cui il captive bead ring e i barbell filettati internamente. È stato introdotto alla gioielleria tipo barbell da Horst Streckenbach ("Tattoo Samy"), un tatuatore e piercer di Francoforte, in Germania, e dal suo studente Manfred Kohrs di Hannover. Jim Ward ha affermato che "i primi barbell che io ricordi di aver visto, provenivano dalla Germania. Doug [Malloy, n.d.r.] aveva contattato Tattoo Samy, un tatuatore e pierced di Francoforte. Nel corso degli anni Samy è venuto negli Stati Uniti diverse volte e si è spesso presentato a Los Angeles a far visita a Doug. In una delle sue prime visite ci ha mostrato i perni dei barbell che usava in alcuni piercing. Erano filettati internamente, una caratteristica che aveva così tanto senso che ho subito deciso di ricrearli per i miei clienti.".
Con i finanziamenti di Doug Malloy, derivati dal suo lavoro con la società Muzak, Ward inizia a utilizzare la sua casa come studio privato di piercing nel 1975, chiamando il suo studio The Gauntlet, e attirando la clientela iniziale attraverso una mailing list fornita da Doug o pubblicando annunci su riviste gay e fetish locali. Dopo tre anni di continuo perfezionamento di tecniche e attrezzature, il 17 novembre 1978 Ward apre The Gauntlet come attività commerciale a West Hollywood. L'istituzione di questa attività, considerata la prima del suo genere negli Stati Uniti segna l'inizio dell'industria del piercing.
Nel 1977, con il supporto di Malloy e di Fakir Musafar, Ward ha dato vita alla rivista PFIQ (in inglese Piercing Fans International Quarterly, "Trimestrale internazionale per i fan del piercing").
Alla fine degli anni novanta, The Gauntlet attraversa numerose difficoltà finanziarie, situazione aggravata dalla malattia di Jim Ward. Dopo oltre 20 anni di attività, The Gauntlet chiude i battenti alla fine del 1998 dichiarando bancarotta in base al Capitolo 7. L'azienda e i suoi beni devono essere liquidati per pagare i creditori, ma l'impegno del curatore fallimentare non porta a nulla e l'azienda e i suoi beni languono per quasi sei anni. Nel giugno del 2016 il liquidatore fallimentare mette la proprietà all'asta su eBay, dove viene acquistata da un acquirente che vuole mantenere l'anonimato per $ 6.623,32. Costui, che in una mail spiega di sentirsi in debito con Jim Ward per il lavoro svolto in favore del piercing, restituisce l'azienda a Jim Ward per la cifra simbolica di $ 1,00.

## Riconoscimenti
- Nel 2020 è stato inserito nella Leather Hall of Fame.[6]
- È un membro della Hall of Fame della Society of Janus.[7]